# District de Mayurbhanj
Le district de Mayurbhanj  (ମୟୁରଭଂଜ ଜିଲ୍ଲା) est un district  de l'état de l'Odisha en Inde.

## Géographie
Au recensement de 2011, sa population est de 2 519 738 habitants pour une superficie de 10 418 km2.
Son chef-lieu est la ville de Baripada.